# Alleyrat, Corrèze
Alleyrat är en kommun i departementet Corrèze i regionen Nouvelle-Aquitaine i de centrala delarna av Frankrike. Kommunen ligger  i kantonen Meymac som tillhör arrondissementet Ussel. År 2022 hade Alleyrat 103 invånare.

## Befolkningsutveckling
Antalet invånare i kommunen Alleyrat
Referens:INSEE